# Tes Schouten
Tes Schouten (Bodegraven, 31 december 2000) is een Nederlandse zwemster. Op de langebaan is ze houdster van de Nederlandse records op de 100 en 200 meter schoolslag.

## Carrière
Bij haar internationale debuut, op de Europese kampioenschappen zwemmen 2018 in Glasgow, strandde Schouten in de series van zowel de 50 als de 100 meter schoolslag. Op de 4×100 meter wisselslag eindigde ze samen met Kira Toussaint, Kinge Zandringa en Femke Heemskerk op de vijfde plaats. Op de wereldkampioenschappen zwemmen 2019 in Gwangju werd de Nederlandse uitgeschakeld in de halve finales van de 50 meter schoolslag en in de series van de 100 meter schoolslag. Samen met Kira Toussaint, Kim Busch en Femke Heemskerk strandde ze in de series van de 4×100 meter wisselslag. Op de Rotterdam Qualification Meet 2020 kwalificeerde ze zich, op de 100 meter schoolslag, voor de Olympische Zomerspelen 2021 in Tokio.
Op de wereldkampioenschappen zwemmen 2024 in Doha won ze goud op de 200 meter schoolslag. In de finale versloeg ze onder meer Kate Douglass die als tweede eindigde. 
Tijdens de Olympische Spelen 2024 in Parijs behaalde ze een bronzen medaille op de 200 meter schoolslag.
In september 2024 moest Schouten haar zwemcarriere onderbreken vanwege ernstige gezondheidsklachten. In het voorjaar van 2025 is ze begonnen met haar revalidatie.

## Internationale toernooien
| Jaar  | Olympische Spelen                         | WK langebaan                                                 | WK kortebaan                      | EK langebaan                                                                    | EK kortebaan                      |
| ----- | ----------------------------------------- | ------------------------------------------------------------ | --------------------------------- | ------------------------------------------------------------------------------- | --------------------------------- |
| 2018  |                                           |                                                              | geen deelname                     | 25e 50m schoolslag 18e 100m schoolslag 5e 4×100m wisselslag                     |                                   |
| 2019  |                                           | 11e 50m schoolslag 17e 100m schoolslag 10e 4×100m wisselslag |                                   |                                                                                 | geen deelname                     |
| 2020* | 25e 100m schoolslag 10e 4×100m wisselslag |                                                              |                                   | 28e 50m schoolslag 15e 100m schoolslag 21e 200m schoolslag 5e 4×100m wisselslag |                                   |
| 2021  |                                           |                                                              |                                   |                                                                                 |                                   |
| 2022  |                                           | 15e 100 m schoolslag 12e 200 m schoolslag                    | 100m schoolslag · 200m schoolslag | 7e 100m schoolslag · 4x100m wisselslag                                          |                                   |
| 2023  |                                           | 10e 100m schoolslag · 200m schoolslag                        |                                   |                                                                                 | 100m schoolslag · 200m schoolslag |
| 2024  | 10e 100m schoolslag · 200m schoolslag ·   | 100m schoolslag · 200m schoolslag ·                          |                                   |                                                                                 |                                   |

 *) De internationale toernooien die in 2020 zouden plaatsvinden werden vanwege de coronapandemie uitgesteld tot 2021.

## Persoonlijke records
Bijgewerkt tot en met 16 februari 2024
Kortebaan
| Afstand         | Tijd       | Datum            | Plaats    |
| --------------- | ---------- | ---------------- | --------- |
| 50m schoolslag  | 30,21      | 18 oktober 2020  | Amsterdam |
| 100m schoolslag | NR 1.03,90 | 15 december 2022 | Melbourne |
| 200m schoolslag | NR 2.16,09 | 8 december 2023  | Otopeni   |

Langebaan
| Afstand         | Tijd       | Datum            | Plaats    |
| --------------- | ---------- | ---------------- | --------- |
| 50m schoolslag  | 30,97      | 7 april 2019     | Den Haag  |
| 100m schoolslag | NR 1.05,71 | 9 april 2023     | Eindhoven |
| 200m schoolslag | NR 2.19,81 | 16 februari 2024 | Doha      |